# نيكولا الثالث

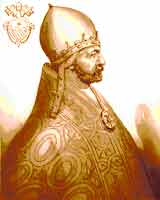
البابا نيكولا الثالث

البابا نيكولا الثالث (باللاتينية: Nicolaus III) ـ (حوالي 1210/1220 ـ 22 أغسطس 1280) ـ ولد باسم جيوفاني غيتانو أورسيني ـ هو بابا الكنيسة الكاثوليكية في الفترة من 25 نوفمبر 1277 إلى وفاته.
ينتمي نيكولا الثالث إلى أسرة أورسيني، وهي إحدى أسر نبلاء روما التي كانت تتمتع بنفوذ واسع في روما في العصور الوسطى وعصر النهضة، وخرج منها ثلاثة بابوات هم على الترتيب سلستين الثالث ( 1191 - 1198) ونيكولا الثالث وبندكت الثالث عشر (1724 ـ 1730). خدم تحت رياسة ثمانية بابوات وخلف البابا يوحنا الحادي والعشرين في مقعد البابوية بعد ستة أشهر من خلو المنصب انتهت بإجراء انتخابات بابوية سنة 1277، وكان لنفوذ عائلته أثر كبير في هذا الانتخاب.

## روابط خارجية
- نيكولا الثالث على موقع الموسوعة البريطانية (الإنجليزية)
- نيكولا الثالث على موقع إن إن دي بي (الإنجليزية)